# Gmina Bjurholm
Gmina Bjurholm (szw. Bjurholms kommun) – gmina w Szwecji, w regionie Västerbotten, z siedzibą w Bjurholm.
Pod względem zaludnienia Bjurholm jest 290. gminą w Szwecji. Zamieszkuje ją 2588 osób, z czego 48,49% to kobiety (1255) i 51,51% to mężczyźni (1333). W gminie zameldowanych jest 39 cudzoziemców. Na każdy kilometr kwadratowy przypada 1,97 mieszkańca. Pod względem wielkości gmina zajmuje 72. miejsce.